# Prospalta emilacta
Prospalta emilacta är en fjärilsart som beskrevs av Emilio Berio 1976-1977 [1977. Prospalta emilacta ingår i släktet Prospalta och familjen nattflyn. Inga underarter finns listade i Catalogue of Life.